# Pseudopythina macandrewi
Pseudopythina macandrewi ist eine im Meer lebende Muschel-Art aus der Familie der Lasaeidae.

## Merkmale
Die gleichklappigen Gehäuse haben eine Länge von 9 bis 15 mm. Sie sind deutlich ungleichseitig, die spitzen Wirbel sitzen etwas hinter der Mittellinie. Der Umriss ist annähernd eiförmig und etwas nach vorne verlängert. Es ist länger als hoch (L/B-Index etwa 1,5). Der vordere Dorsalrand ist leicht konkav gewölbt und fällt zum gut gerundeten Vorderrand ab. Der hintere Dorsalrand ist dagegen sehr leicht konvex gewölbt und fällt etwas steiler zum Hinterende ab Das Hinterende ist gut gerundet, der Ventralrand ist weit gerundet bis fast gerade.
Das Ligament ist überwiegend intern und sitzt auf einem flachen, nach hinten gerichteten Resilifer (Ligamentträger). Ein schmales externes Band sitzt auf einer flachen Nymphe. Im Schloss sind vor der Ligamentgrube zwei kräftige Hauptzähne in rechter und linker Klappe vorhanden. In der linken Klappe ist der vordere Hauptzahn etwas größer, in der rechten Klappe ist der hintere Hauptzahn etwas größer. Die Mantellinie ist relativ breit und ganzrandig. Die Narben der beiden Schließmuskel sind groß.
Die weißliche Schale ist fest. Die Ornamentierung besteht aus randparallelen Linien. Der innere Rand ist glatt. Das strohgelbe Periostrakum ist persistierend entlang der Klappenränder und besonders in den äußeren Bereichen der Klappen zu radialen Reihen von Borsten ausgezogen, die etwa gleichen Abstand zueinander haben.

## Geographische Verbreitung und Lebensraum
Das Verbreitungsgebiet der Art reicht von der Bretagne im Norden bis nach Marokko im Süden. Die Art dringt auch ins Mittelmeer vor. Sie lebt auf unterschiedlichen Böden und wurde vom Gezeitenbereich bis in (angeblich?) 550 Meter Wassertiefe nachgewiesen, meist unter Steinen.

## Taxonomie
Das Taxon wurde 1867 von Paul Henri Fischer als Kellia Mac-Andrewi erstmals beschrieben.
Pseudopythina macandrewi ist die Typusart der Gattung Pseudopythina P. Fischer, 1878 durch Monotypie. Die Behauptung von Fritz Nordsieck, dass Pythina setosa Dunker, 1864 die Typusart von Pseudopythina Fischer sei, ist unrichtig. Er hält den Namen für ein jüngeres Synonym von Pythina setosa Dunker, 1864, was sicher falsch ist, denn diese Art gehört zu Coralliophaga Blainville, 1824. MolluscaBase hält diese Art für ein jüngeres Synonym von Coralliopha lithophagella (Lamarck, 1819).

## Online
- Marine Bivalve Shells of the British Isles: Pseudopythina macandrewi (P Fischer, 1867) (Website des National Museum Wales, Department of Natural Sciences, Cardiff)